# Hasan Piker
Hasan Doğan Piker (New Brunswick, 25 de julho de 1991), também conhecido como HasanAbi (abi significando "grande irmão" em turco), é um streamer da Twitch e comentarista político estadunidense de família turca. Anteriormente, Hasan trabalhou como jornalista e produtor no The Young Turks e como colunista no HuffPost. Ele atualmente transmite na Twitch, onde cobre notícias e discute política de uma perspectiva de esquerda, e joga uma variedade de jogos eletrônicos.

## Início de vida
Hasan Doğan Piker nasceu em New Brunswick, Nova Jérsei, e foi criado em Istambul, Turquia. Descreveu-se a si próprio como um "proscrito" na sua juventude que questionava o dogma religioso que lhe era ensinado na escola e estava interessado em jogos e cultura de jogo; lia regularmente a única revista de jogos de vídeo publicada na Turquia.[carece de fontes?]
Durante seu tempo na escola pública na Turquia, ele descreve ser intimidado por sua falta de aptidão física e atitude questionadora.
Piker retornou aos Estados Unidos e frequentou a Universidade de Miami, depois transferido para a Rutgers University, onde se formou com louros com dupla especialização em ciências políticas e estudos de comunicação em 2013.

## Carreira

### The Young Turks
Durante seu último ano de faculdade em 2013, Piker estagiou para The Young Turks (TYT), um programa de notícias progressivo e uma rede co-fundada por seu tio, Cenk Uygur(en). Depois de se formar, Piker foi contratado pelo departamento de vendas e negócios da rede. Ele pedia para apresentar o programa quando era necessário um preenchimento e, mais tarde, tornou-se apresentador e produtor. Uygur descreveu seu sobrinho como "magnético", embora "áspero nas bordas" no início.
Em 2016, Piker criou e hospedou The Breakdown, uma série de vídeos da TYT Network que foi ao ar no Facebook e apresentou análises políticas de esquerda direcionadas aos apoiadores millennials de Bernie Sanders. O programa foi indicado na categoria "Best Web Series" no 10º Shorty Awards em 2018. Piker também escreveu conteúdo político para o HuffPost de 2016 a 2018.
Piker criou e hospedou outra série TYT em 2019 chamada Agitprop with Hasan Piker. Em janeiro de 2020, ele anunciou sua saída do TYT e sua intenção de se concentrar em sua carreira como streamer do Twitch.

### Twitch
Piker começou a transmitir na Twitch em março de 2018, enquanto trabalhava no TYT. Piker disse que mudou sua atenção do Facebook para o Twitch para atingir um público mais jovem, e por causa do que ele sentiu ser uma preponderância de comentaristas de direita no YouTube e uma falta de representação de esquerda. Ele se tornou um comentarista político de esquerda popular , convidado a aparecer no The Issue Is da Fox News e no podcast político Chapo Trap House. Piker também transmite jogabilidade e comentários de videogames em seu canal no Twitch. Seus canais no YouTube apresentam destaques de suas transmissões políticas e de jogos.
Durante sua transmissão em 21 de agosto de 2019, Piker criticou o deputado dos EUA Dan Crenshaw por seu apoio ao intervencionismo militar americano no exterior. Piker perguntou: "O que diabos há de errado com esse cara? Ele não foi para a guerra e literalmente perdeu o olho porque algum mujahideen, um bravo soldado fodeu o buraco do olho com o pau deles?" No mesmo fluxo, Piker criticou a política externa americana e fez comentários controversos relacionados aos ataques de 11 de setembro, incluindo "A América merecia o 11 de setembro, cara". Suas declarações causaram indignação nas mídias sociais e foram cobertas pela Fox News. Cenk Uygur os chamou de "muito ofensivos" e convidou Piker a aparecer no TYT para se desculpar. Piker defendeu sua crítica à política externa americana, embora reconhecendo que deveria ter usado uma linguagem "mais precisa".  Twitch o baniu por uma semana pelos comentários sobre Crenshaw.
Durante o primeiro debate presidencial dos Estados Unidos de 2020 em 29 de setembro, Piker teve mais de 125.000 espectadores assistindo seu fluxo de reação, a maior audiência do debate no Twitch. Em 19 de outubro de 2020, a deputada dos EUA Alexandria Ocasio-Cortez colaborou com Piker e o colega streamer da Twitch Pokimane para organizar uma transmissão da deputada jogando o popular jogo multiplayer Among Us para a iniciativa " Get out the vote". A transmissão foi ao ar no dia seguinte, apresentando Ocasio-Cortez e a deputada dos EUA Ilhan Omar jogando o jogo com Piker e muitos outros streamers populares do Twitch, alcançando uma audiência total simultânea de quase 700.000.
A transmissão de Piker cobrindo os resultados da eleição presidencial dos Estados Unidos em 2020 atingiu um pico de 230.000 espectadores simultâneos e foi a sexta fonte de cobertura eleitoral mais assistida no YouTube e no Twitch, compreendendo 4,9% da participação de mercado. Ele foi o streamer do Twitch mais assistido durante a semana das eleições; suas 80 horas de transmissões foram vistas por 6,8 milhões de horas por uma média de 75.000 espectadores simultâneos. A transmissão de Piker atingiu um novo recorde de 231.000 espectadores durante o ataque ao Capitólio dos Estados Unidos em 2021.
Em 8 de novembro de 2021, Piker lançou novas mercadorias e doou parte dos procedimentos para arrecadar fundos nos quais arrecadou mais de US$126.000 em um dia.
Em 13 de dezembro de 2021, Piker foi banido do Twitch por uma semana por usar o epíteto racial "cracker" (direcionado a pessoas brancas) várias vezes na transmissão em resposta a vários de seus moderadores de bate-papo sendo banidos da plataforma por usar a palavra em seu bate-papo. Piker argumentou que o termo não deve ser considerado um insulto, pois uma pessoa que o usa é "impotente" e "está fazendo isso como alguém que foi historicamente oprimido desabafando".
Durante a invasão russa da Ucrânia, Piker, em parceria com a CARE, arrecadou mais de US$200.000 para fundos de ajuda ucranianos enquanto jogava Elden Ring, com uma média de mais de 70.000 pessoas assistindo sua cobertura do conflito.
Durante os incêndios na Califórnia em janeiro de 2025, Piker entrevistou prisioneiros que trabalhavam como bombeiros.

### Outros empreendimentos
Desde 2021, Piker é co-anfitrião do podcast Fear & Malding ao lado de seu amigo e colega streamer do Twitch, Will Neff. Em 26 de setembro de 2021, Piker tornou-se co-apresentador do podcast Leftovers da h3h3Productions.

## Ideologia política
Piker foi identificado como progressista, esquerdista e socialista democrático. Ele se posicionou a favor de democracia no local de trabalho, Medicare for All, feminismo interseccional, direitos LGBTQ+ e controle de armas; ele se posicionou contra a guerra, o imperialismo americano e a islamofobia.
Piker citou sua educação na Turquia sob a liderança de Recep Tayyip Erdoğan como uma influência tanto em suas visões de esquerda quanto na vontade de falar sobre elas. Piker apoiou as campanhas primárias presidenciais de Bernie Sanders em 2016 e 2020, e tem sido um crítico aberto dos partidos Democrata e Republicano.

## Vida pessoal
Piker foi criado muçulmano e é descendente de turcos. Ele é sobrinho de Cenk Uygur , criador de The Young Turks. Piker apareceu em um curta-metragem de 2016 chamado The Gym.
Em agosto de 2021, Piker comprou uma casa de US$2,7 milhões em West Hollywood, Califórnia. A compra foi criticada online por pessoas que acharam que parecia estar em oposição às suas opiniões como socialista. Críticas semelhantes foram ao ar em fevereiro de 2022, depois que surgiu que Piker havia comprado um Porsche Taycan de US$200.000. Piker também foi criticado após um vazamento de informações em larga escala do Twitch, que incluiu os ganhos financeiros mensais de Piker. Ele respondeu afirmando que seus ganhos sempre foram transparentes, pois sua contagem de inscritos foi continuamente exibida com destaque na tela.

## Recepção
Os veículos dedicados à cultura dos videogames e à cultura jovem cobriram positivamente os fluxos de Piker. Em particular, os jornalistas notaram sua capacidade de "combinar informação e entretenimento" e abordar a cobertura política de esquerda de uma maneira que seja relacionável e acessível aos espectadores do Twitch, que podem se sentir fora de contato com as notícias da TV a cabo. Alguns autores também citam o estilo de expressão vulgar e animado de Piker e sua aparência física como fatores notáveis por trás de sua popularidade.
O site de jogos Kotaku selecionou Piker como um de seus "Jogadores do Ano" para 2020, citando-o como uma figura importante na integração de comentários políticos no Twitch, uma plataforma que no passado era vista como desencorajadora para a discussão política.